# Amphisbaena arenaria
Amphisbaena arenaria es una especie de culebrilla ciega, descubierta en el Brasil.